# Ghostbusters II (videogioco 1989 DOS)
Ghostbusters II è un videogioco tratto dal film Ghostbusters II - Acchiappafantasmi II, sviluppato dalla Dynamix e pubblicato nel 1989 per MS-DOS dalla software house Activision.
È completamente diverso dagli altri videogiochi di Ghostbusters II usciti per home computer (1989), NES (1990) e Game Boy (1990).